# Robert Castel
Robert Castel Brest (Francia , 27 de marzo de 1933 - 12 de marzo de 2013) fue un sociólogo francés. Finalizó sus estudios de filosofía en 1959. Fue profesor asistente de filosofía en la Facultad de Letras de la Universidad de Lille hasta 1967, año en que se trasladó a la Sorbona, junto a Raymond Aron. Es en esos años cuando Castel conoce a Pierre Bourdieu y comienza a trabajar con él, abandonando definitivamente la filosofía por la sociología.
Después del 68, enseñó sociología en la recién creada Universidad de Vincennes, que más tarde pasará a ser la Universidad de París VIII Vincennes-Saint-Denis. En los años 70 y principios de los 80, se interesó por el psicoanálisis, la psiquiatría y el tratamiento de la enfermedad mental, acercándose a los planteamientos críticos de la "antipsiquiatría" de Franco Basaglia, pero también a Michel Foucault, del que retoma el enfoque genealógico. Sus investigaciones desembocan en una Tesis de Estado, defendida en 1980. En esa época, fundó, junto con otros, el Grupo de Análisis de lo Social y la Sociabilidad (GRASS).
En los años 80 y 90, se interesó por cuestiones relativas a las transformaciones del trabajo, el empleo, la intervención social y las políticas sociales. Director de estudios de la École des hautes études en sciences sociales desde 1990, sus obras analizan la constitución histórica de la sociedad salarial y su posterior disgregación desde principios de los años 70 (Las metamorfosis de la cuestión social, 1995), así como las consecuencias de esta última para los individuos y las relaciones sociales: la exclusión social (lo que él llama la "desafiliación"), la vulnerabilidad y la fragilización crecientes. 
Hasta 1999 dirigió el Centro de Estudios de los Movimientos Sociales (EHESS-CNRS). En sus trabajos más recientes, constata el aumento constante de las incertidumbres y los riesgos en las sociedades contemporáneas, consecuencia del paso a un "nuevo régimen del capitalismo" al cual la precariedad sería consustancial.

## Obras
En castellano
- El orden psiquiátrico: la edad de oro del alienismo, Madrid, La Piqueta, 1980.
- La sociedad psiquiátrica avanzada: el modelo norteamericano (con Françoise Castel y Anne Lovell), Barcelona, Anagrama, 1980.
- La gestión de los riesgos: de la anti-psiquiatría al post-análisis, Barcelona, Anagrama, 1984.
- Las metamorfosis de la cuestión social. Una crónica del salariado, Paidós, Buenos Aires, 1995 (reedición 1997).
- Espacios de poder (con J. Donzelot, M. Foucault, J.-P. De Gaudemar, C. Grignon y F. Muel), Madrid, Ediciones la Piqueta, 1991 (edición y traducción de Julia Varela y Fernando Alvarez-Uría).
- Propiedad privada, propiedad social, propiedad de sí: Conversaciones sobre la construcción del individuo moderno (con Cluadine Haroche), Rosario, Homo Sapiens, 2003.
- La Inseguridad social. ¿Qué es estar protegido?, Manantial, Buenos Aires, 2004.
- Pensar y resistir: la sociología crítica después de Foucault (junto con Guillermo Rendueles Olmedo, Jacques Donzelot y Fernando Álvarez-Uría), Madrid, Círculo de Bellas Artes, 2006.
- La discriminación negativa ¿Ciudadanos o indígenas?, Barcelona, Hacer Editorial, 2010.
- Robert Castel en la Cátedra UNESCO: Las transformaciones del trabajo, de la producción social y de los riesgos en un período de incertidumbre, Instituti Di Tella/Cátedra UNESCO/Siglo XXI (prólogo y dirección de Torcuato Di Tella & Guillermo Pérez Sosto).
- El ascenso de las incertidumbres: trabajo, protecciones, estatuto del individuo. Buenos Aires: Fondo de Cultura Económica, 2010.

Obras no traducidas
- Le psychanalysme. L’ordre psychanalytique et le pouvoir, Maspero, París, 1973 (reedición en Champ-Flammarion, París, 1981).
- Nous avons quelque chose à vous dire… Paroles des jeunes des quartiers, París, L’Harmattan, 2010 (avec J.-L. Reiffers, et avec la participation de S. Menu).